# Менли Картър
Менли Ланиер „Сони“ Картър, дж. (на английски: Manley Lanier „Sonny“ Carter, Jr.) e астронавт на НАСА, участник в един космически полет. Загинал при рутинен полет със самолет на НАСА.

## Образование
Менли Картър завършва колежа Lanier High School в родния си град през 1965 г. Става бакалавър по изкуствата през 1969 г., а през 1973 г. взема докторат по медицина. Специализира вътрешни болести.

## Военна кариера
Менли Картър постъпва на активна военна служба в USN веднага след дипломирането си през 1974 г. Зачислен е като лекар на 1 – во авиокрило на USMC. На 28 април 1978 г. се преквалифицира и става морски летец. Лети на самолети F-4 Фантом от бойна ескадрила 333 (VMFA-333) на USMC. В началото на 80 – те години служи на самолетоносача USS Forrestal (CV-59) в Средиземно море. През 1984 г. завършва школа за тест пилоти. В кариерата си има повече от 3000 полетни часа и 160 кацания на палубата на самолетоносач.

## Служба в НАСА
Менли Картър е избран за астронавт от НАСА на 23 май 1984 година, Астронавтска група №10. Завършва общия курс на обучение през юни 1985 г. Участник е в един космически полет.

## Полети
М. Картър лети в космоса като член на екипажа на една мисия:
| Космически полет на Менли Ланиер „Сони“ Картър                  | Космически полет на Менли Ланиер „Сони“ Картър | Космически полет на Менли Ланиер „Сони“ Картър | Космически полет на Менли Ланиер „Сони“ Картър | Космически полет на Менли Ланиер „Сони“ Картър | Космически полет на Менли Ланиер „Сони“ Картър | Космически полет на Менли Ланиер „Сони“ Картър |
| №                                                               | Дата                                           | КК                                             | Емблема на мисията                             | Функции                                        | Продължителност                                |                                                |
| --------------------------------------------------------------- | ---------------------------------------------- | ---------------------------------------------- | ---------------------------------------------- | ---------------------------------------------- | ---------------------------------------------- | ---------------------------------------------- |
| 1                                                               | 23 ноември 1989                                | „Дискавъри“, мисия STS-33                      |                                                | Специалист на мисията                          | 5 денонощия 00 часа 06 мин. 46 сек.            |                                                |
| Сумарно време в космоса – 5 денонощия 00 часа 06 минути 46 сек. |                                                |                                                |                                                |                                                |                                                |                                                |